# Zdravko Lorković
Zdravko Lorković (Zagreb, 3. siječnja 1900. – Zagreb, 11. studenoga 1998.) hrvatski biolog, entomolog, genetičar, evolucionist i ekolog, redoviti profesor Medicinskog fakulteta Sveučilišta u Zagrebu. Proučavao je staničnu jezgru i kromosome u njoj. Provodio je istraživanja na leptirima bijelcima (Pieridae) Hrvatske i Europe. Jedan je od prvih citogenetičara citotaksonoma na svijetu.

## Životopis
Rodio se u Zagrebu godine u obitelji političara i pravnika Ivana Lorkovića. Brat je Blaža, diplomata NDH, Mladena, ministra vanjskih poslova NDH, Radoslava, inženjera i pijanistice Vlaste, udate Debelić.
Osnovnu školu i realnu gimnazija pohađa u Zagrebu.
Studij započinje 1919. na Tehničkom fakultetu, ali već 1920. prelazi na Filozofski fakultet na kojemu upisuje prirodoslovne predmete i geografiju, gdje i diplomira 1924. g.
Doktorira 1928. u Ljubljani (mentor prof. dr. Jovan Hadži).
Od 1923. – 1927. na Mineraloško-petrografskom muzeju u Zagrebu, kao student i namjesni učitelj.
1927. – 1940. asistent na Morfološko-biološkom zavodu Medicinskog fakulteta; od 1940. izvanredni, a od 1943. redoviti profesor biologije na Veterinarskom fakultetu.  Od 1951. ponovno na Medicinskom fakultetu kao redoviti profesor i predstojnik Katedre za biologiju Medicinskog fakulteta do umirovljenja 1970.
Osim toga predavao Poljoprivrednu i šumarsku entomologiju i Zoologiju 1939. – 1942. i 1944. – 1945. na Poljoprivredno-šumarskom fakultetu, te preko 10 godina, od 1960/61. do 1972/73., Genetiku na Biološkom odsjeku PMF-a.
God. 1936. boravi 6 mjeseci na Prirodoslovnom muzeju u Parizu (Musée d'Histoire Naturelle) i Britanskom prirodoslovnom muzeju (British Museum, Natural History) u Londonu.
God. 1958. pozivaju ga dr. Ernst Mayr i dr. Milislav Demerec, direktor Odjela za genetiku Carnegy Foundation u Washingtonu, da održi pozivno predavanje na najjačem svjetskom forumu suvremene biologije, Simpoziju kvantitativne biologije u Cold Spring Harboru (Cold Spring Harbor Symposia on Quantitative Biology) posvećenom temi „Izmjena genetskog materijala: mehanizmi i posljedice“. Istraživanja je uvijek počinjao terenskim radom (a nastavljao laboratorijskim), pa je tako planinarski propješačio sve planine u bližoj i daljoj okolici Zagreba, zatim Ličku Plješevicu, slovenske Alpe, Šar planinu, Maglić, Zelengoru i dr., a posjetio je (1936) i Pireneje.

## Djela
Objavio je oko 90 znanstvenih radova, od toga preko 50 u inozemnim i međunarodnim časopisima (Popis znanstvenih radova vidi u Spomenici br. 92, 2000).

## Strukovna članstva
Do kraja života bio je član uredništva hrvatskih časopisa „Natura croatica“ i „Periodicum biologorum“ te glavni urednik časopisa „Entomologia croatica“. Počasni član Finskog entomološkog društva, Zoološke akademije u Agri (Indija), Lepidopterološkog društva SAD i Europskog lepidopterološkog društva. U British Museum (Nat. Hist.) uređena je posebna soba „Lorković's Room“. God. 1959. dopisni član Razreda za prirodne znanosi HAZU  (23. 06. 1959. – 23. 06. 1965.), a od 1965. do smrti redovni  (23. 06. 1965. – 11. 11. 1998) član HAZU (tada JAZU). Dopisni član – Slovenska akademija znanosti i umjetnosti (30. 05. 1991. – 11. 11. 1998.) 

## Nagrade i priznanja
Nagrada Ruđer Bošković 1995., Državna nagrada za životno djelo (god?), Povelja Sveučilišta u Zagrebu (god?), Red Danice hrvatske s likom Ruđera Boškovića (god?).
Za poseban doprinos u biologiji Hrvatsko biološko društvo dodjeluje hrvatskim državljanima Plaketu Zdravko Lorković.

## Vanjske poveznice
- Znanstveno nasljeđe Zdravka Lorkovića  Arhivirana inačica izvorne stranice od 4. ožujka 2016. (Wayback Machine)